# جيسي بيري
جيسي بيري (بالإنجليزية: Jesse Beery)‏ هو مدرب خيول أمريكي، ولد في 13 يونيو 1861 في بليسانت هيل في الولايات المتحدة، وتوفي في 13 أغسطس 1945.